# Kenny Roberts Jr.

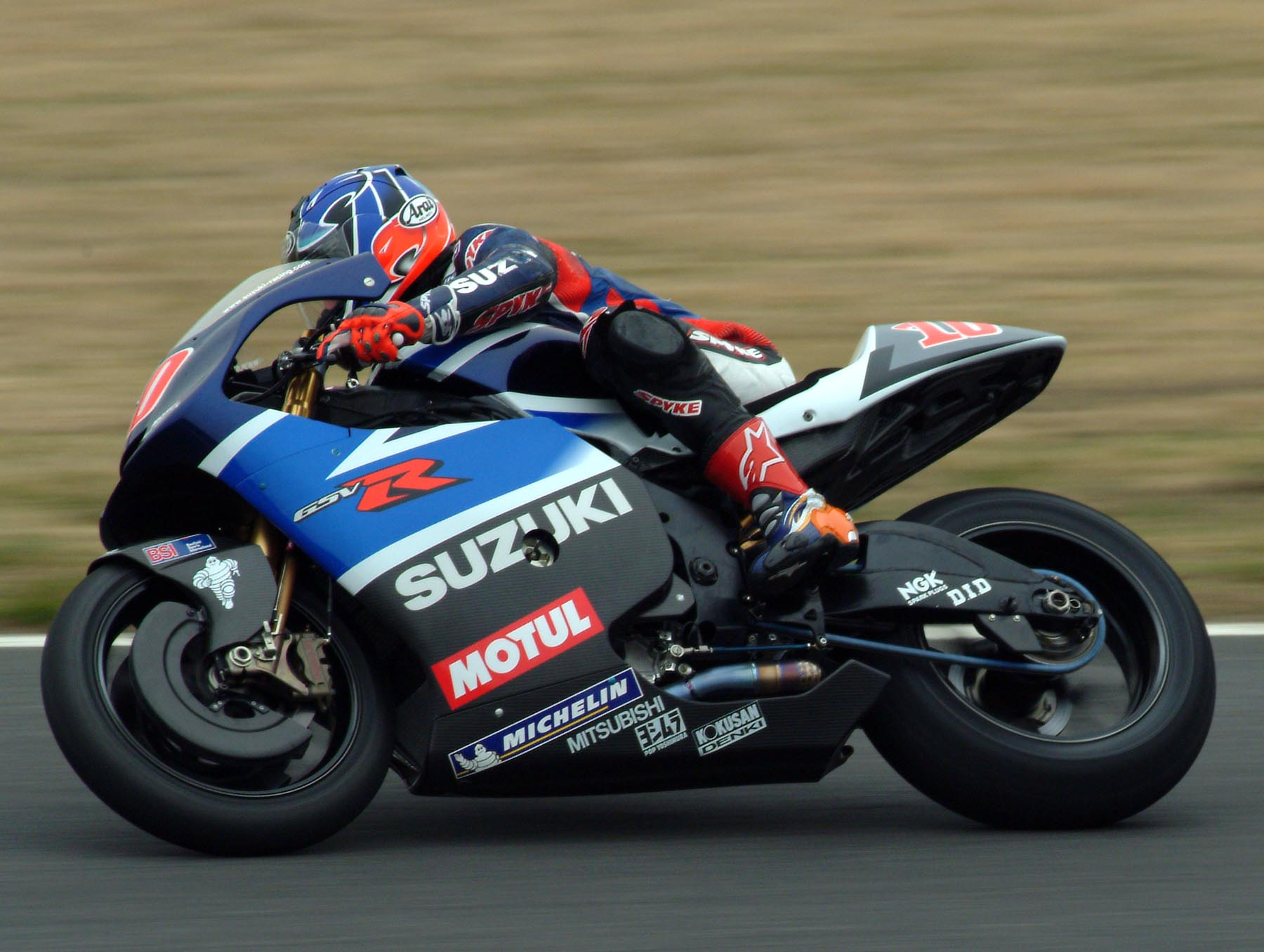
Roberts Jr. på Suzuki GSV-R, Japans GP 2003.

Kenny Leroy Roberts junior, född 25 juli 1973 är en amerikansk roadracingförare, världsmästare i 500cc-klassen 2000. Han är son till flerfaldige världsmästaren Kenny Roberts.
Kenny Roberts Jr (ibland nämnd som KRJR) började sin roadracingkarriär i Willow Springs 250-kubiksklass 1990 där han vann fem tävlingar. Han gjorde VM-debut 1993 i USA:s Grand Prix i Laguna Seca. 1994 och 1995 körde han hela VM-serien i 250cc. Han tog steget upp i huvudklassen - 500cc - 1996 då han körde för Yamaha. Året därpå skrev han på för Modena, där hans far var team-chef och lade två säsonger på att försöka utveckla deras ej konkurrenskraftiga motorcykel.
Roberts Jr hade dock visat sådana kvaliteter att Suzuki skrev kontrakt med honom inför säsongen 1999. Inför första racet i Malaysia på Sepangbanan hade han ännu ej tagit pole position eller stått på prispallen. På Sepang vann han från pole. Säsongen fortsatte bra och Roberts Jr tog hem andraplatsen i VM bakom Álex Crivillé på Honda.
Säsongen 2000 stämde allt och Roberts Jr blev världsmästare och bröt Hondas dominans. De följande åren blev en besvikelse med allt sämre resultat. Suzuki fick problem när 500cc-klassen tvåtaktare byttes ut mot MotoGP-klassens fyrtaktare. Under åren 2003-2004 placerade sig Roberts Jr sämre än hans teamkamrat John Hopkins. Karriären tycktes närma sig slutet.
Under säsongen 2006 kör Roberts Jr åter i sin fars team, Team KR. Med V5-motorer från Honda och en nytändning från Kenny har resultaten stadigt förbättras med tredjeplatser i Catalunya och Estoril som höjdpunkter. Han blev sexa i VM.
Även säsongen 2007 körde han för sin fars stall. Han avbröt dock tävlande efter halva säsongen och avslutade karriären.

## Statistik 500GP/MotoGP
Segrar
| Nr | Grand Prix | År   |
| -- | ---------- | ---- |
| 1  | Malaysia   | 1999 |
| 2  | Japan      | 1999 |
| 3  | Tyskland   | 1999 |
| 4  | Argentina  | 1999 |
| 5  | Malaysia   | 2000 |
| 6  | Spanien    | 2000 |
| 7  | Katalonien | 2000 |
| 8  | Japan      | 2000 |